# ブリュイのペトルス
ブリュイのペトルス（Peter of Bruys、？ - 1131年）は、フランスの放浪説教者。幼児洗礼、死者への祈祷、教会堂の建立、十字架の崇拝などを聖書の教えにもとづかない不必要なものとみなし、信徒たちに教会財産の略奪を教唆した。
ブリュイ出身。1119年にアルプス山中の教区で活動をはじめ、プロヴァンス地方からガスコーニュ地方にかけての南フランスの都市地域で説教をした。
彼の賛同者たちは次第に増加し教会への抗議活動として教会堂を破壊し、十字架を焼き、祭壇をひっくり返し、聖金曜日に肉を食べたり、聖職者を殴打し、修道士に結婚を強要したりした。
何度も教会から異端宣告を受けたが勢いは止まらず、1131年にサン=ジルでも説教で十字架を薪にして燃やしたがその光景を見て怒った群衆の一人にその火のなかに突き飛ばされ焼け死んだ。